# Cratocnema nigriventre
Cratocnema nigriventre är en stekelart som beskrevs av Szepligeti 1914. Cratocnema nigriventre ingår i släktet Cratocnema och familjen bracksteklar. Inga underarter finns listade i Catalogue of Life.